# Млеччха
Мле́ччха (санскр. म्लेच्छ, IAST: mleccha, «варварский») — термин, которым в Древней Индии называли представителей иных религий и культур. В Древней Индии термин млеччха имел схожее значение со словом варвар в Древней Греции и Риме. Так как чужеземцы не следовали ведийской религии, арии называли всех иностранцев млеччхами. Млеччхи не принадлежали ни к одной из четырёх варн древнеиндийского общества и потому имели крайне низкий социальный статус. Термин млеччха не упоминается в Ведах и впервые встречается в «Шатапатха-брахмане».
В Пуранах и «Махабхарате» можно встретить упоминания целого ряда племён, относимых к млеччхам. В Средние века это понятие употреблялось и в отношении мусульман.
Сопоставляется с названием страны Мелухха, с которой торговали шумеры, и которую обычно соотносят с доарийской Хараппской цивилизацией.